# SIMIS D
SIMIS D (Sicheres Mikrocomputersystem von Siemens für die Deutsche Bahn AG) ist ein elektronisches Stellwerk der Firma Siemens.
Es ist eine Weiterentwicklung des Typs SIMIS C. Ausgangsbasis für die Entwicklung der Software war allerdings nicht SIMIS C, sondern SIMIS W. Die Software wird allerdings für den Einsatz in Deutschland so parametriert, dass sich das Stellwerk auf den nach außen geführten Schnittstellen wie ein SIMIS C verhält.
Das erste SIMIS D ging als Pilotprojekt am 5. November 2005 in Annaberg-Buchholz in Betrieb. Kernelement der neuen Stellwerksplattform ist ein komplett neues Hardwarekonzept. Sowohl Hardware als auch Software sind modular aufgebaut. Als Hardware kommen dabei COTS-Komponenten (Commercial off-the-shelf) zum Einsatz. Die Schnittstellen sind standardisiert und die Stellteile sind integriert und dezentralisiert worden. Für Sonderfälle können allerdings immer noch Stellteile in SIMIS-C-Technik verwendet werden. Das verwendete Leit- und Bediensystem (LBS) basiert auf einer Linux-Distribution.
Die Bereichsstellrechner heißen ACC (Area Control Component) und stellen einen Teil der Innenanlage dar. Es kann pro Stellwerk einen oder mehrere ACC geben. In den ACC können verschiedene Stellteile integriert werden:
- Point Operating Modul (POM 4) – steuert einen Weichenantrieb per genormter Vierdraht-Weichenschaltung an
- Signal Operating Modul (SOM 6) – steuert eine sog. Kompaktbox an, die ein Lichtsperrsignal (Ls) ansteuert
- Universal Communication Operating Modul (UCOM-I) – steuert per ISDN ein sog. Modulares Stellteil für Ks-Signale (MSTT) an
- Inspector Input-Output Modul (INOM 2) – Integrierte Steuerbaugruppe für Relaisschnittstellen
- Universal Operating Module (UNOM 2) - liest bei Bahnübergängen digitale Meldungen ein und gibt Kommandos aus

## Untertypen
- Typ 21 (ab 2005): Verwendung des II/COMC D2, Bedienplatzsystem über TCP/IP angesteuert
- Typ 23: Verwendung des IIC/OMC D3, Unterstützung der integrierten Unterzentrale (iUZ), Bedienplatzsystem über SCI-CC angesteuert